# Aletris
- Commons
- Wikispecies

Aletris L. é um género botânico pertencente à família Liliaceae.

## Sinonímia
- Metanarthecium Maxim.

## Espécies
- Aletris alba
- Aletris alpestris
- Aletris arabica
- Aletris arborea
- Aletris aurea
- Aletris capensis
- Aletris farinosa
- Lista completa

## Classificação do gênero
| Sistema | Classificação                     | Referência               |
| ------- | --------------------------------- | ------------------------ |
| Linné   | Classe Hexandria, ordem Monogynia | Species plantarum (1753) |